# Andreas Katsulas
Andreas Katsulas (18. maj 1946 – 13. februar 2006) var en amerikansk skuespiller. han var nok bedst kendt for sin rolle i Flygtningen (1993).